# Ланн, Евгений Львович
Евгений Львович Ланн (настоящая фамилия Лозман; 1 [13] мая 1896, Ростов-на-Дону, область Войска Донского — 3 октября 1958, Москва) — русский, советский писатель, поэт и переводчик.

## Биография
Родился в Ростове-на-Дону в семье инженера Льва Израилевича Лозмана. С 1907 года жил в Харькове, окончил там гимназию и поступил на юридический факультет Харьковского университета. В 1915 году познакомился со слушательницей Женского медицинского института Александрой Владимировной Кривцовой (1896—1958), которая стала впоследствии его женой и сотрудницей.
Писал стихи, быстро перейдя от силлаботоники к верлибру; выступал против «неоправданности корсета строгого стиха». В 1917 году впервые использовал псевдоним Ланн. В 1919 году, гостя в Коктебеле у Максимилиана Волошина, познакомился с Анастасией Цветаевой и через много лет стал персонажем её автобиографического романа «Amor».
В 1919 году — председатель русской секции Всеукраинской литературной комиссии при Наркомпросе Украины. 
В 1920 году окончил университет и был оставлен при кафедре истории философии права. Некоторое время пробовал работать по специальности, но вскоре полностью посвятил себя литературе. В конце ноября 1920 уехал на полгода в Москву, где завёл много знакомств в театральных и литературных кругах; в 1922 году вместе с Кривцовой переехал в Москву. Член Всероссийского союза поэтов. Планировал основать новое поэтическое направление — «вильдерство», готовил сборник стихов, но так и не смог его издать. С 1928 года полностью переключился на критику, перевод и редактирование переводов англоязычной прозы: Джозефа Конрада, Джеймса Джойса, Уолдо Фрэнка, Тобайаса Смоллетта. 
С конца 1927 до 1932 года — сверхштатный научный сотрудник Государственной академии художественных наук.
С начала 1930-х годов Ланн вместе с Кривцовой занимался переводом произведений Диккенса. Начиная с 1933 года, в их переводе вышли «Посмертные записки Пиквикского клуба», «Торговый дом Домби и сын», «Приключения Оливера Твиста» и «Жизнь Дэвида Копперфильда». Ланн был одним из редакторов 30-томного собрания сочинений Диккенса, вышедшего в 1957—1963 гг.
Опубликовал исторические романы «Гвардия Мак Кумгала» (1938; 2-е изд. — 1951), «Старая Англия» (1943). Автор литературно-критических книг «Писательская судьба Максимилиана Волошина» (1926), «Литературная мистификация» (1930), «Диккенс» (1946).
Состоял в длительных личных отношениях с актрисой театра имени Вахтангова Марией Синельниковой, с которой в 1941 году эвакуировался в Омск.
В 1958 году Ланн, страдавший хронической болезнью, и Кривцова, которой диагностировали рак, решили отравиться морфием. Кривцова умерла 30 сентября; рака у неё при вскрытии не обнаружили. Ланн выжил, поскольку его организм привык к морфию, и в тяжёлом состоянии попал в институт Склифосовского, где признался, что отравил жену. На него было заведено уголовное дело, но 3 октября он умер. Прах Кривцовой и Ланна захоронен на Калитниковском кладбище.
После смерти Кривцовой и Ланна в писательских кругах появился термин «выход Ланна», когда речь шла о самоубийстве как единственном выходе из сложившегося положения.

## Переводческий метод и его критика
С лёгкой руки И. А. Кашкина за методом Е. Л. Ланна закрепилось название «технологически точный перевод», хотя сам он такого выражения не употреблял, а лишь говорил о точности как о «технологическом приёме». Признавая, что перевод не должен быть буквальным, он заявлял о недопустимости пропусков, дополнений и попыток коррекции авторского стиля; воссоздание в переводе уникального стиля данного автора Ланн считал ключевой задачей переводчика. Для этого он рекомендовал и калькирование особых авторских метафор (в отличие от устойчивых идиом), и сохранение таких особенностей текста, как повторы одних и тех же значимых слов.
Описанному подходу в советской теории и практике перевода, начиная с 1930-х годов, противостояла школа так называемого «творческого», или «реалистического» перевода, возглавляемая И. А. Кашкиным. Представители этой школы, считавшие одним из главных принципов перевода простоту и удобочитаемость получающегося текста, понятность его для среднего «советского читателя», подвергали работы Ланна суровой критике. Так, переводы Диккенса, выполненные Ланном совместно с женой Александрой Кривцовой, оценивались Норой Галь как «сухие, формалистические, неудобочитаемые». В. М. Россельс считал, что «Посмертные записки Пиквикского клуба» в их переводе потеряли юмор. 
Сам И. А. Кашкин уже в статье 1936 года «Мистер Пиквик и другие» отмечал «пассивное калькирование», «манерность языка, снобизм точности», нацеленность на читателя, хорошо знакомого с английским языком и реалиями. В 1951—1952 годах он ещё несколько раз обращался к критике переводов Ланна, приводя их как пример засорения языка перевода иностранными словами и копирования иностранного синтаксиса, и даже сравнивал их со лженаучным «новым учением о языке» Н. Я. Марра, которое как раз недавно разоблачил сам И. В. Сталин. Сходные претензии, нередко переходящие в идеологическую плоскость, высказывали и другие переводчики, в том числе Е. М. Егорова и И. И. Катарский.
В 1947 году литературовед А. А. Елистратова опубликовала критическую статью «Евгений Ланн и его “старая” Англия», в которой обвинила его в распространении «худших сторон упадочнической, безыдейной буржуазной исторической литературы». После этого, по словам известного переводчика Н. М. Любимова, Ланн «кончил своё существование» как романист и эссеист, но продолжал работать как переводчик. Сам Любимов был одним из немногих, кто встал на защиту Ланна в ходе дискуссии, возникшей после статей Кашкина в начале 1950-х: перевод «Пиквикского клуба» он охарактеризовал как «абсолютно полноценный, отвечающий [...] требованиям точности не буквальной, а художественной».

## Публикации
- Джозеф Конрад : Литературно-критический очерк Евгения Ланна. — М., 1924.
- Ланн Е. Л. Писательская судьба Максимилиана Волошина. — М.: Изд-во Всероссийского союза поэтов, 1927 (на обл. 1926). — 28 с.
- Ланн Е. Л. Литературная мистификация. — М.—Л.: Государственное издательство, 1930 (Л.: тип. Печатный двор). — 232 с.
- Ланн Е. Л. Гвардия Мак-Кумгала. — М.: Гос. изд. «Художественная литература», 1938—540 с. (2-е изд. — 1951)
- Ланн Е. Л. Старая Англия. — М.: Гослитиздат, 1943. — 461 с.
- Ланн Е. Л. Диккенс. — М.: Государственное издательство художественной литературы, 1946. — 532 с.
- Ланн Е. Л. Heroïca: Стихотворения / Сост., подгот. текста и послесл. К. Добромильского. — М.: Водолей, 2010. — 118 с. ISBN 978-5-91763-047-2